# Шорбан
Шорбан (араб. شربان) — місто в Тунісі, центр однойменного округу. Входить до складу вілаєту Махдія. Станом на 2004 рік тут проживало 5 849 осіб.